# Belfried (Tournai)

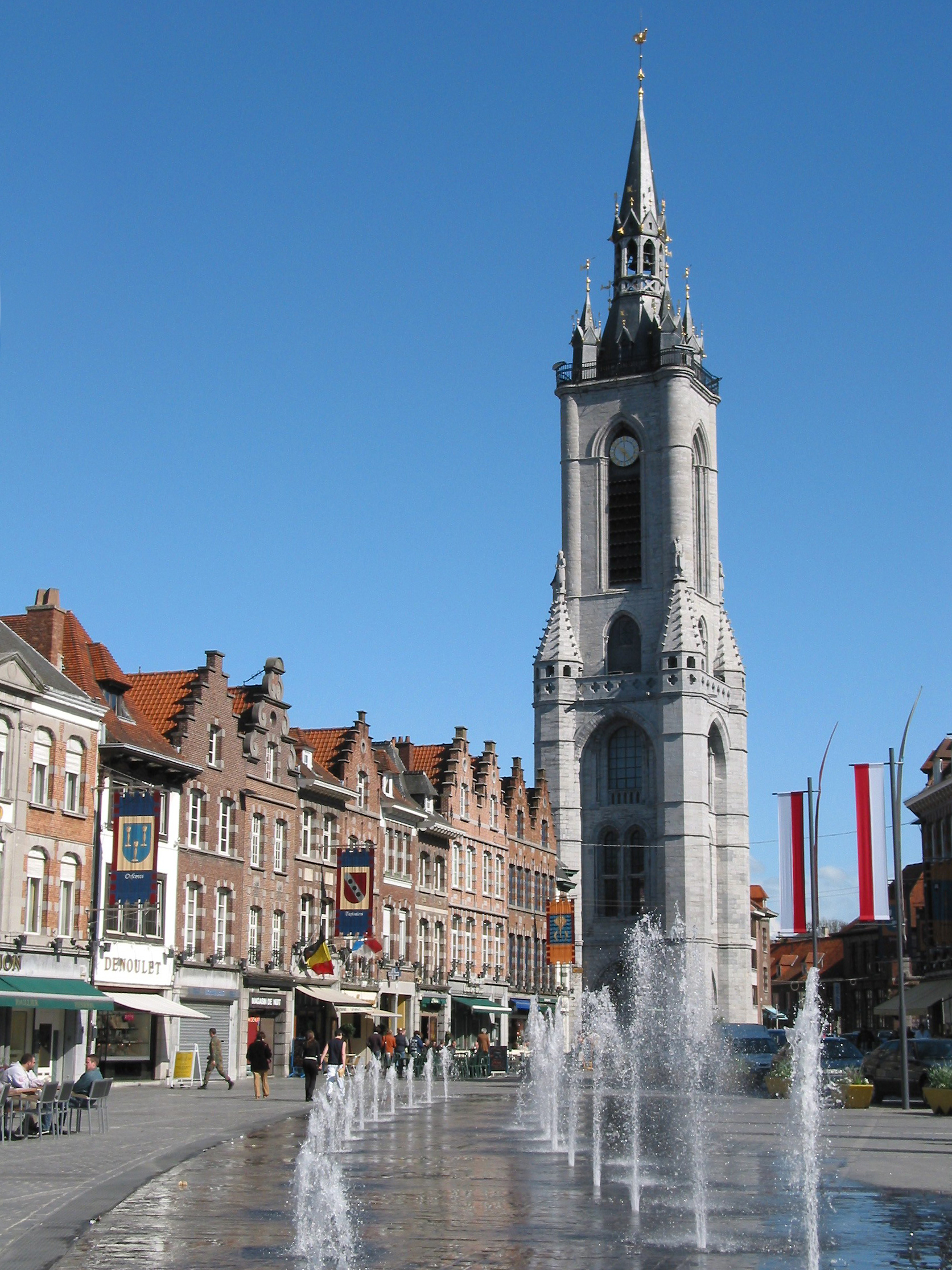
Belfried in Tournai, vom Grand-Place aus gesehen

Der Belfried in Tournai, einer Stadt in der belgischen Provinz Hennegau der Region Wallonien, wurde 1187 knapp oberhalb der Kathedrale Notre-Dame an der südöstlichen Ecke des dreieckigen Grand-Place errichtet. Der Glockenturm ist ein historisches Wahrzeichen und seit 1999 UNESCO-Weltkulturerbe. Er ist der älteste Belfried Belgiens und wurde als weltlicher Profanbau errichtet, als Zeichen der wachsenden Macht der städtischen Bevölkerung gegenüber den kirchlichen Institutionen.
Der 72 Meter hohe Belfried von Tournai ist seit 2005 auch Teil des UNESCO-Welterbes Belfriede in Belgien und Frankreich. Er ist einer der ersten, die in den damaligen südlichen Niederlanden entstanden und der älteste erhaltene Belfried.
Das Glockenspiel (Carillon) ist mit 43 Glocken unterschiedlichster Größe und Tonlage ausgestattet.